# Kinesisk babax
Kinesisk babax (Pterorhinus lanceolatus) är en asiatisk fågel i familjen fnittertrastar inom ordningen tättingar.

## Kännetecken

### Utseende
Kinesisk babax är en 22,5-29,5 cm lång och relativt blek babax. Ovansidan är fläckat mörkbrun, undersidan fläckat beigefärgad. På huvudet syns en brun hjässa samt kastanjebrunt mustaschstreck. Den har en lång stjärt, grå näbb, vit ögoniris samt grå ben och fötter. Ungfågeln är i allmänhet mer beige än den adulta fågeln.
Chinbabax, av vissa behandlad som en underart, skiljer sig genom svart mustaschstreck istället för brunt, tydligare tecknad hjässa, mörkare streckad undersida samt något längre näbb men kortare stjärt.

### Läten
Nominatformen sjunger en kort, klar och rätt munter ramsa som i engelsk litteratur återges "wee-wer-choh, whí", medan sången hos woodi är mer enformig med upprepade "pu-i" eller "tchu-wi".

## Utbredning och systematik
Kinesisk babax delas in i två underarter med följande utbredning:
- Pterorhinus lanceolatus bonvaloti – sydvästra Kina
- Pterorhinus lanceolatus lanceolatus – centrala Myanmar till centrala och södra Kina
- Pterorhinus lanceolatus latouchei – sydöstra Kina

Taxonet bonvaloti inkluderas ofta i nominatformen och chinbabax (P. woodi) behandlas ofta som en underart.

### Släktestillhörighet
Babaxerna placeras traditionellt i släktet Babax. DNA-studier från 2012 visade dock att de är nära släkt med fnittertrastarna i släktet Garrulax. Olika taxonomiska auktoriteter hanterade dessa resultat på varierande sätt. BirdLife International inkluderade babaxerna i Garrulax, medan tongivande Clements et al initalt valde att dela upp Garrulax i flera mindre släkten, varvid babaxerna förs till Ianthocincla. Senare studier från 2018 och 2019 visar dock att Garrulax i begränsad mening består av tre utvecklingslinjer som skildes åt för mellan sju och nio miljoner år sedan, varav Ianthocincla är en. Författarna till studierna rekommenderar därför att släktet delas upp ytterligare, vilket medför att babaxerna med släktingar lyfts ut till det egna släktet Pterorhinus. Idag följer både tongivande International Ornithological Congress och även Clements et al dessa rekommendationer.

## Levnadssätt
Kinesisk babax hittas i en rad olika miljöer från öppen lövskog till skogsbryn, ungskog och mer öppna sluttningar med bräkenväxter, gräs, buskar, bambu eller teplantage, från 350 till hela 4265 meters höjd. Den är en skygg fågel som mestadels födosöker på eller nära marken efter insekter och frön. Fågeln häckar mellan mars och augusti. Den bygger ett skålformat bo av barr, döda bambublad och andra löv som placeras ungefär en meter ovan mark i en låg buske. Däri lägger den två till sex ägg. Arten är stannfågel.

## Status
Internationella naturvårdsunionen IUCN kategoriserar kinesisk babax som livskraftig med stabil populationsutveckling.